# Mabel Karr
Mabel Campolongo Jaime, coneguda artísticament com a Mabel Karr (Buenos Aires, 3 d'octubre de 1934-Madrid, 1 de maig de 2001) va ser una actriu argentina, establerta a Espanya.

## Biografia
Després d'exercir com a model i actriu de fotonovelas al seu país natal, comença a treballar com a actriu a la televisió argentina i al cinema, participant a les pel·lícules Todo el año es Navidad i Dos tipos con suerte. El 1958 es trasllada a Espanya per intervenir a la pel·lícula Las chicas de la Cruz Roja, de Rafael J. Salvia, que llança a la popularitat als seus quatre protagonistes femenines: Conchita Velasco, Luz Márquez, Katia Loritz i la mateixa Mabel.
Davant l'enorme èxit del film, Mabel Karr decideix instal·lar-se en Espanya i aquest mateix any roda a les ordres de José María Forqué Un hecho violento, a la que seguiria un altre èxit de taquilla, la comèdia romàntica El día de los enamorados, novament amb Concha Velasco, i amb el mateix repartiment que Las chicas de la Cruz Roja, llevat Luz Márquez, que es substituïda per María Mahor.
En 1960 contreu matrimoni a Ciutat de Mèxic amb l'actor espanyol Fernando Rey, i durant els anys seixanta manté una trajectòria constant al cinema espanyol, abordant els més diversos gèneres. Compagina la seva carrera cinemátografica amb incursions al teatre (Un paraguas bajo la lluvia, Un espíritu burlón) i la televisió (Novela).
En 1975 decideix apartar-se de la interpretació, a la que només tornarà en 1996 després de la defunció del seu marit. Va morir a l'Hospital Ramón y Cajal de Madrid l'u de maig de 2001 d'una infecció generalitzada.

## Filmografia
- Un hecho violento (1958) de José María Forqué
- Las chicas de la Cruz Roja (1958) de Rafael J. Salvia
- El día de los enamorados (1959) de Fernando Palacios
- Dos tipos con suerte (1960) de Miguel Morayta
- Todo el año es Navidad (1960) de Román Viñoly Barreto
- La fiel infantería (1960) de Pedro Lazaga
- El coloso de Rodas (1961) de Sergio Leone
- Destino: Barajas (1962) de Ricardo Blasco
- Rogelia (1962) de Rafael Gil
- La hora incógnita (1963) de Mariano Ozores
- La barca sin pescador (1964) de Josep Maria Forn
- Los Palomos (1964) de Fernando Fernán Gómez
- El señor de la Salle (1964) de Luis César Amadori
- Operación Lady Chaplin (1965) d'Alberto de Martino i Sergio Griego
- Miss Muerte (1965) de Jesús Franco
- Cover Girl (1967) de José Benazeraf
- Las secretarias (1968) de Pedro Lazaga
- ¿Por qué pecamos a los 40? (1969) de Pedro Lazaga
- Abuelo made in Spain (1969) de Pedro Lazaga
- Sin un adiós (1970) de Vicente Escrivá
- Nada menos que todo un hombre (1971) de Rafael Gil
- Mil millones para una rubia (1972) de Pedro Lazaga
- Condenados a vivir (1972) de Joaquín Luis Romero Marchent
- Experiencia prematrimonial (1972) de Pedro Masó
- Mañana en la mañana (1972) de Luis Revenga
- El amor empieza a media noche (1974) de Pedro Lazaga
- La lengua asesina (1996) d'Alberto Sciamma